# Cryptomys
A Cryptomys az emlősök (Mammalia) osztályának a rágcsálók (Rodentia) rendjébe, ezen belül a turkálófélék (Bathyergidae) családjába tartozó nem.
Korábban a Fukomys-fajok, ebbe a nembe tartóztak. Afrika endemikus élőlényei.

## Rendszerezés
A nembe az alábbi 5 faj tartozik:
- Cryptomys anomalus
- Cryptomys holosericeus
- közönséges turkáló (Cryptomys hottentotus) Lesson, 1826
- Cryptomys natalensis
- Cryptomys nimrodi